# Haliclona simulans
Haliclona simulans är en svampdjursart som först beskrevs av Johnston 1842.  Haliclona simulans ingår i släktet Haliclona och familjen Chalinidae. Inga underarter finns listade i Catalogue of Life.